# Vervegirl
Vervegirl est un magazine canadien anglophone pour les adolescentes et les jeunes femmes créé en 2005, basé à Toronto et publié par Youth Culture. 
Publié 5 fois par an, Vervegirl traite de sujet comme le mode de vie, les causes mondiales, la mode, le divertissement, la carrière, la santé et la beauté.